# De Nieulant et de Pottelsberghe
De Nieulant et de Pottelsberghe was een familie van Zuid-Nederlandse adel.

## Geschiedenis
Leden van de familie werden herhaaldelijk in de adel opgenomen en met titels vereerd:
- 1634: ridderschap aan Ghislain Nieulant, verleend door koning Filips IV van Spanje.
- 1647: ridderschap aan Frédéric Nieulant, verleend door koning Filips IV van Spanje.
- 1662: ridderschap aan François-Olivier Nieulant, verleend door koning Filips IV van Spanje.
- 1718: de titel burggraaf voor Hubert Nieulant, verleend door keizer Karel VI.
- 1724: de titel burggraaf voor Pierre-Jean Nieulant, overdraagbaar bij eerstgeboorte, verleend door keizer Karel VI. Hij was de grootvader van de Nieulants die na 1815 het adellijke statuut opnieuw verwierven.

De zoon van Pierre-Jean, burggraaf Hubert-François de Nieulant, grootbaljuw van Gent, lid van de Staatsraad, kamerheer van de Oostenrijkse keizer, was de voorlaatste heer van Ruddervoorde, ter Meersche, Noortvelde, Saint-André, Bassevelde, Gaverelles, Coudekeuken. Hij was getrouwd met Françoise Alegambe. Ze hadden tien kinderen, onder wie vier zoons die na 1815, ten tijde van het Verenigd Koninkrijk der Nederlanden, opnieuw de adellijke status verwierven. Een tiende kind en vijfde zoon was Charles de Nieulant (1766-1809). Hij werd auteur van toneelwerken (komedies) en van poëzie.

## Charles de Nieulant
- Charles Désiré Louis Ghislain de Nieulant et de Pottelsberghe (Gent, 21 juli 1755 - 25 januari 1822), laatste heer van de hierboven gemelde heerlijkheden, werd in 1816 erkend in de erfelijke adel met de titel burggraaf, overdraagbaar op alle afstammelingen en benoeming in de Ridderschap van Oost-Vlaanderen. Hij werd kamerheer van Willem I der Nederlanden. Hij was in 1785 getrouwd met Marie de Lichtervelde (1767-1853), die het kasteel van Moerzeke in de familie de Nieulant inbracht. Ze kregen tien kinderen, vijf dochters en vijf zoons, onder wie er drie voor nazaten zorgden.
  - Reine Ernestine de Nieulant de Pottelsberghe (Gent, 1789 - Den Haag, 1865), trouwde met jonkheer Jacob Everts (1785-1846), officier in het Franse en Nederlandse leger, generaal-majoor, provinciecommandant voor Noord-Holland, gouverneur van de koninklijke residenties, vleugeladjudant van koning Willem II der Nederlanden.
  - Edouard Prosper Emmanuel Charlers Ghislain de Nieulant et de Pottelsberghe (Gent, 5 december 1792 - Brugge, 5 januari 1874), trouwde in 1818 met Sophie van Outryve d'Ydewalle (1789-1878), dochter van Emmanuel-Louis van Outryve d'Ydewalle en van Anne de l'Espée. Ze hadden drie dochters en een zoon die vrijgezel bleef, zodat deze familietak uitdoofde. Edouard was officier onder het Franse keizerrijk officier, zoals ook onder het Verenigd Koninkrijk der Nederlanden. Hij werd kamerheer van Willem I der Nederlanden, was burgemeester van Sint-Andries en lid van de Provinciale Staten van West-Vlaanderen.
  - Maurice Henri de Nieulant et de Pottelsberghe (Moerzeke, 1798 - Antwerpen, 1879) generaal-majoor bij het Belgisch leger, trouwde met Mathilde van den Berghe (1819-1885). Ze hadden drie dochters en drie zoons, die kinderloos bleven.
  - Théodore-Edouard de Nieulant et de Pottelsberghe (Moerzeke, 1806 - Haute-Croix, 1882) was officier en trouwde met Eléonore Huysman d'Honssem (1805-1859). Ze hadden drie dochters, zodat ook hier uitdoven onvermijdelijk was.

## Maurice de Nieulant
- Maurice Jean Joseph Charles Hubert Ghislain de Nieuport et de Pottelsberghe (Gent, 17 maart 1760 - 23 mei 1869), trouwde met Marie-Pharaïlde Odemaer (° 1759). Ze bleven kinderloos. In 1816 werd hij erkend in de erfelijke adel met de titel burggraaf, overdraagbaar op alle afstammelingen en benoeming in de Ridderschap van Oost-Vlaanderen.

## Désiré de Nieulant
- Désiré Hubert Jean Népomucène Charles Ghislain de Nieulant et de Pottelsberghe (Gent, 27 februari 1763 - 30 april 1835) trouwde met Marie-Henriette de Kerchove (1776-1844). In 1816 werd hij erkend in de erfelijke adel met de titel burggraaf, overdraagbaar op alle afstammelingen en benoeming in de Ridderschap van Oost-Vlaanderen. Hij was officier in de Franse tijd en werd kamerheer van Willem I der Nederlanden en lid van de Provinciale Staten van Oost-Vlaanderen.
  - Désiré Jean Constant de Nieulant et de Pottelsberghe (1810-1874) trouwde met Mathilde van der Straten Waillet (1801-1885).
    - François de Nieulant et de Pottelsberghe (1840-1912) trouwde met Hermine de Clerque Wissocq (1843-1922)..
      - Charles de Nieulant et de Pottelsberghe (1864-1919) trouwde met Claire van den Hecke de Lembeke (1866-1940). Ze bleven kinderloos, wat het einde betekende van deze familietak.
      - Adeline de Nieulant et de Pottelsberghe (1880-1941) was de laatste naamdrager en met haar dood doofde de familie volledig uit.

## François de Nieulant
- François Joseph Charles Ghislain de Nieulant et de Pottelsberghe (Gent, 28 maart 1764 - Mechelen, 26 augustus 1853) was kanunnik van de kathedraal, eerst in Doornik, vervolgens in Mechelen. In 1816 werd hij erkend in de erfelijke adel met de titel burggraaf, overdraagbaar op alle afstammelingen en benoeming in de Ridderschap van Oost-Vlaanderen.